# Euphrasia meiantha
Euphrasia meiantha är en snyltrotsväxtart som beskrevs av Dominique Clos. Euphrasia meiantha ingår i släktet ögontröster, och familjen snyltrotsväxter. Inga underarter finns listade i Catalogue of Life.